# Ketoebot

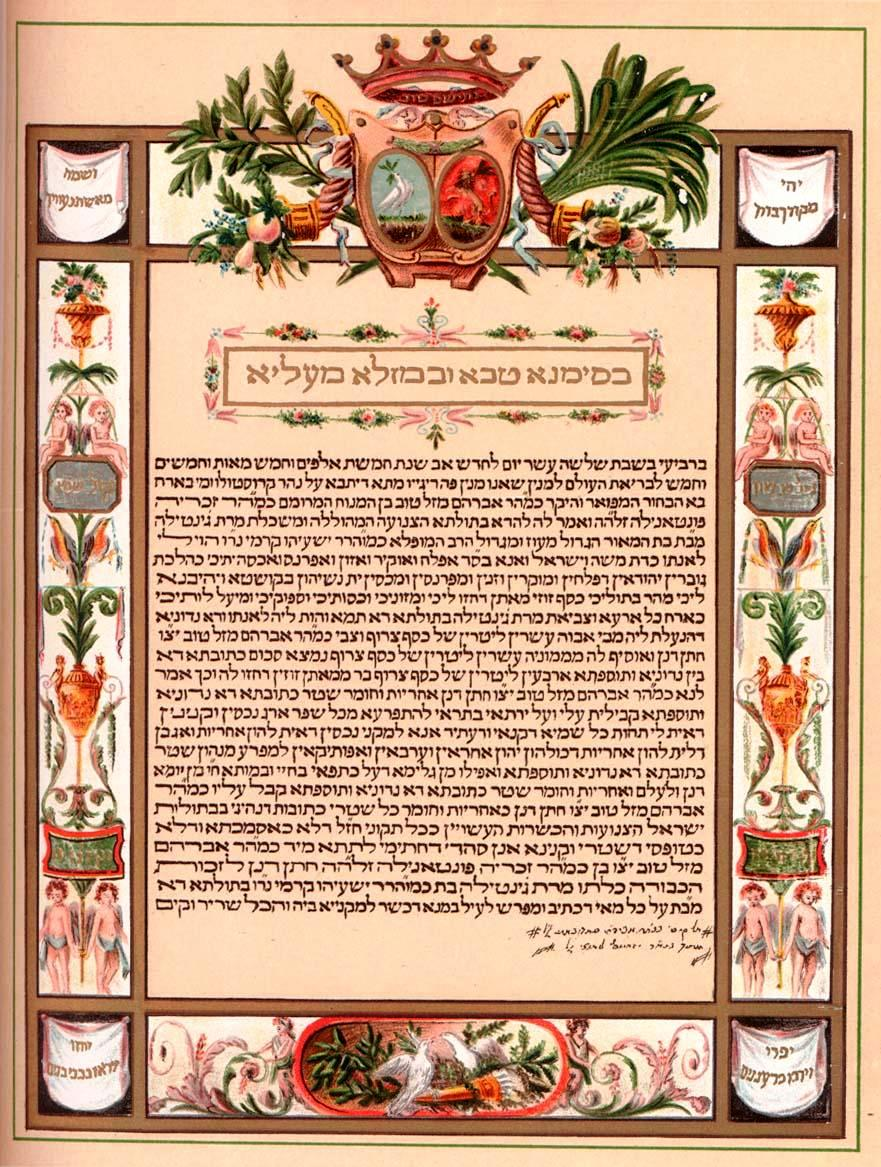
Een geïllustreerde Ketoeba, een huwelijkscontract, uit de 18de eeuw

Ketoebot (Hebreeuws: כתובות, Huwelijkscontracten) is het tweede traktaat (Masechet) van de Orde Nasjiem (Seder Nasjiem) van de Misjna, Talmoed en de Tosefta. Het traktaat telt 11 hoofdstukken.
Het traktaat handelt over de huwelijksakte (Ketoeba) en het huwelijksvermogensrecht. Daarnaast bevat het traktaat enkele andere punten uit het burgerlijk recht.
Ketoebot is onderdeel van zowel de Babylonische als de Jeruzalemse Talmoed. Het traktaat bevat 112 folia in de Babylonische Talmoed en 72 in de Jeruzalemse Talmoed.